# Züngeln (Reptil)
Als Züngeln bezeichnet man das wiederholte Herausstrecken und Einziehen der gegabelten Zunge bei den meisten Reptilien, darunter Echsen oder Schlangen. 
Das Züngeln spielt sowohl bei der geruchlichen Orientierung, als auch beim Abtasten der direkten Umgebung eine wichtige Rolle und kann darüber hinaus auch der innerartlichen Kommunikation dienen.

## Funktionen

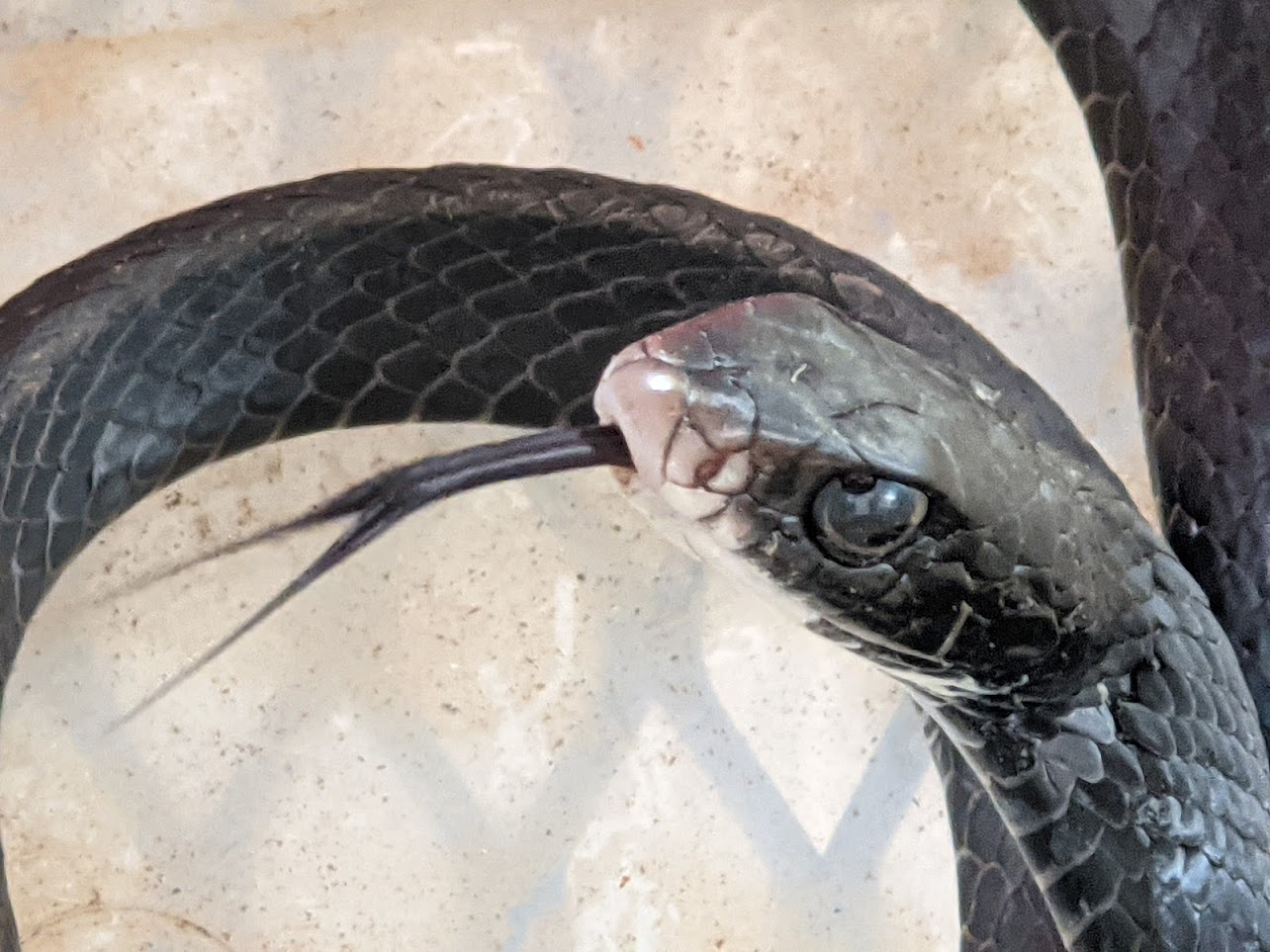
Nahaufnahme einer Schlangenzunge
(Foto:Tmpualani)

Durch die raschen Zungenbewegungen nimmt die Zunge Geruchspartikel aus der Luft oder von Oberflächen auf, die dann über die gespaltene Zungenspitze zu den beiden Sinnesepithelen des Jacobson-Organes an der Gaumendecke transportiert werden. Weil die Zunge vorne gespalten ist, können die Reptilien außerdem unterscheiden, von welcher Seite ein Geruch kommt.
Reptilien verfügen über einen Einschnitt am Oberkieferrand, der ihnen das Züngeln auch bei geschlossenem Maul ermöglicht, da die Zunge als Sinnesorgan auch zur Wahrnehmung von Druck und Bewegung genutzt wird.